# Walter Dieckmann

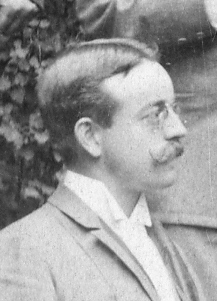
Dieckmann 1893 als Privatassistent von A. v. Baeyer

Walter Dieckmann (* 8. Oktober 1869 in Hamburg; † 12. Januar 1925 in München) war ein deutscher Chemiker und a.o. Professor.

## Leben
Als Sohn eines Kaufmanns studierte er an der Ruprecht-Karls-Universität Heidelberg, der Technischen Hochschule Charlottenburg (heute Technische Universität Berlin) und an der Ludwig-Maximilians-Universität München Chemie. Dieckmann wurde in München als akademischer Schüler von Eugen Bamberger 1892 promoviert, danach war er Privatassistent bei Adolf von Baeyer und arbeitete anschließend bei der Badischen Anilin- und Sodafabrik (heutige BASF S.E.). 1894 kehrte er an die Universität München zurück und habilitierte sich 1898. Dieckmann war a. o. Professor an der Ludwig-Maximilians-Universität München.

## Wirken

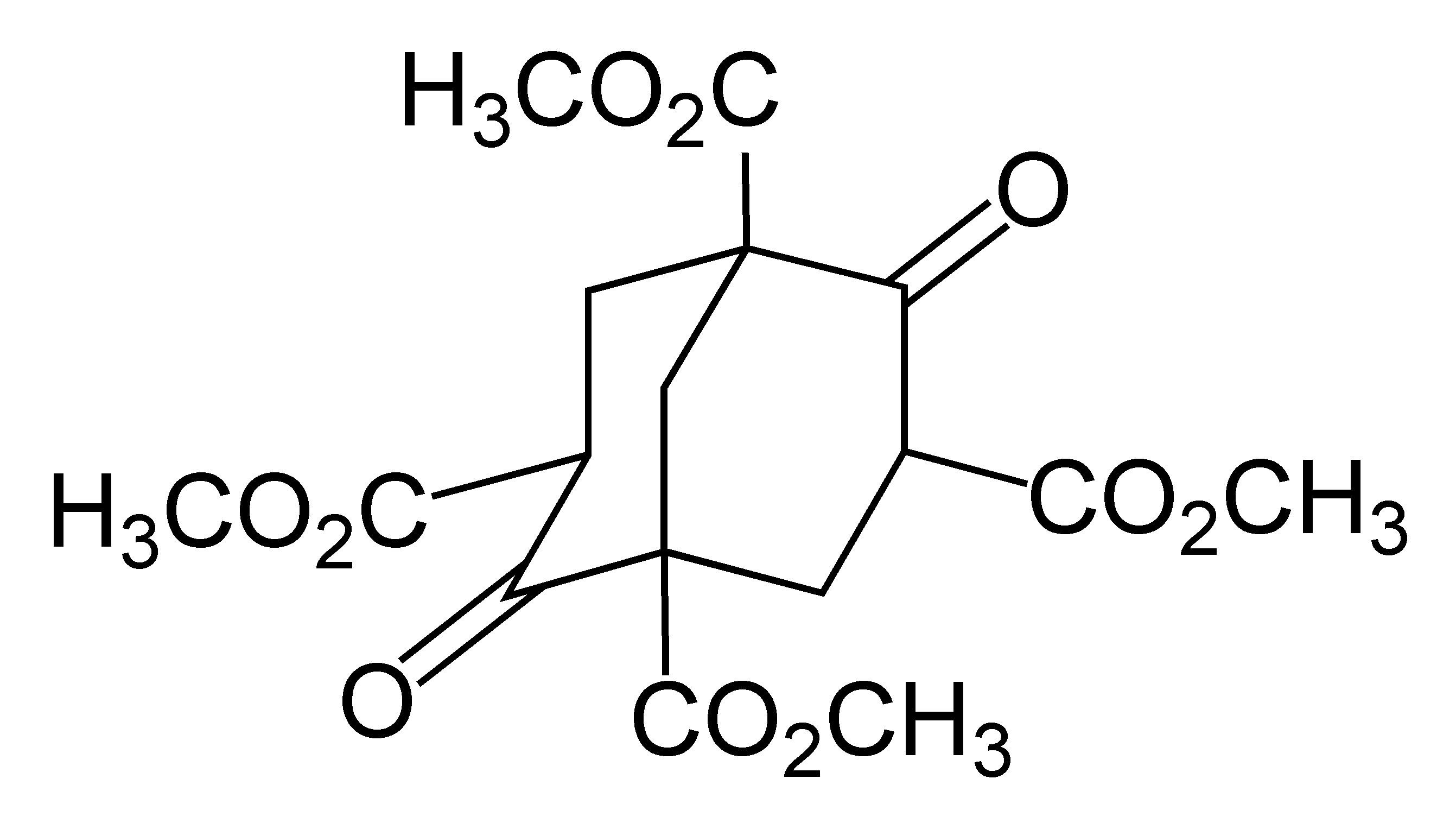
Beispiel: Produkt einer mehrfachen Dieckmann-Kondensation

In der Habilitationsphase entdeckte Dieckmann die nach ihm benannte Dieckmann-Kondensation, eine intramolekulare Esterkondensation, die der (intermolekularen) Claisen-Kondensation ähnelt. Die Dieckmann-Kondensation fand später breite Anwendung bei der Synthese polycyclischer und makrocyclischer Verbindungen.